# Bosogentroost
De bosogentroost (Euphrasia nemorosa, synoniem: Euphrasia curta) is een eenjarige plant uit de bremraapfamilie (Orobanchaceae) en is een halfparasiet. De soort komt van nature voor in Noordwest- en Midden-Europa en Azië en is van daaruit verspreid naar Noord-Amerika. De soort is inheems in Nederland en België. In Nederland is het een zeldzame soort. Het aantal chromosomen is 2n = 44. De bosogentroost lijkt veel op de stijve ogentroost (Euphrasia stricta) en wordt door Heukels als een synoniem beschouwd van de stijve ogentroost. De stengel van de stijve ogentroost is niet behaard, terwijl die van bosogentroost wel behaard is.
De plant wordt 10-40 cm hoog met vertakte, fijn behaarde stengels. De brede, elliptische tot langwerpig-driehoekige, donker- of paarsgroene, tot 12 mm lange bladeren zijn vaak behaard en hebben een getande bladrand. Aan de onderkant van het blad springen de nerven iets uit. De afstaande, eironde schutbladen hebben aan beide kanten vier tot zes spitse of kort genaalde tanden.
De bosogentroost bloeit vanaf juni tot in oktober met witte, 5-8 mm grote, tweelippige bloemen, waarvan de bovenlip soms blauw aangelopen of lila is. De onderlip heeft als honingmerk een gele vlek. De buitenzijde van de bloemkroon is behaard. De kelk is 4-6 mm lang en heeft eivormige, 2-3 tandige lobben. De bloemkroonbuis steekt niet of nauwelijks uit de kelkbuis. De helmknoppen zijn donkerbruin.
De vrucht is een 4-6 mm lange doosvrucht, die iets korter dan of even lang is als de nog aanwezige kelk. Het 1,2–1,6 mm lange, smal ellipsoïd-langwerpige zaad is geribbeld.

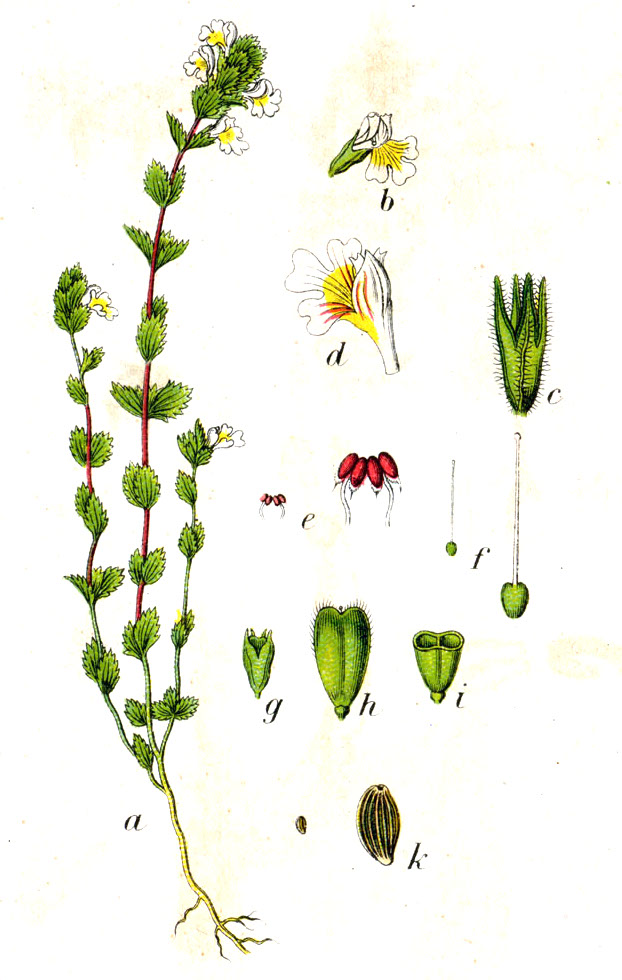
Illustratie
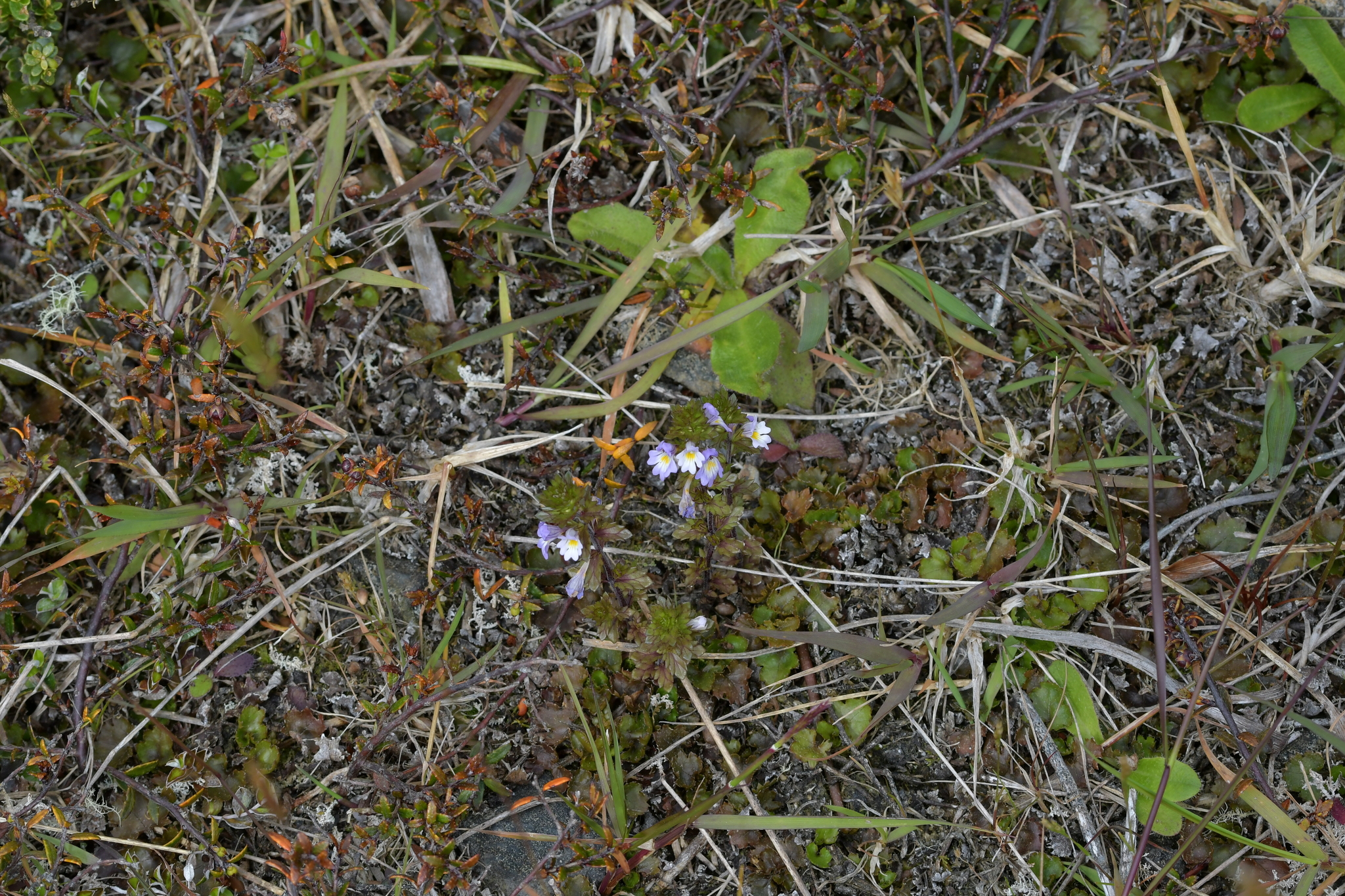
Plant
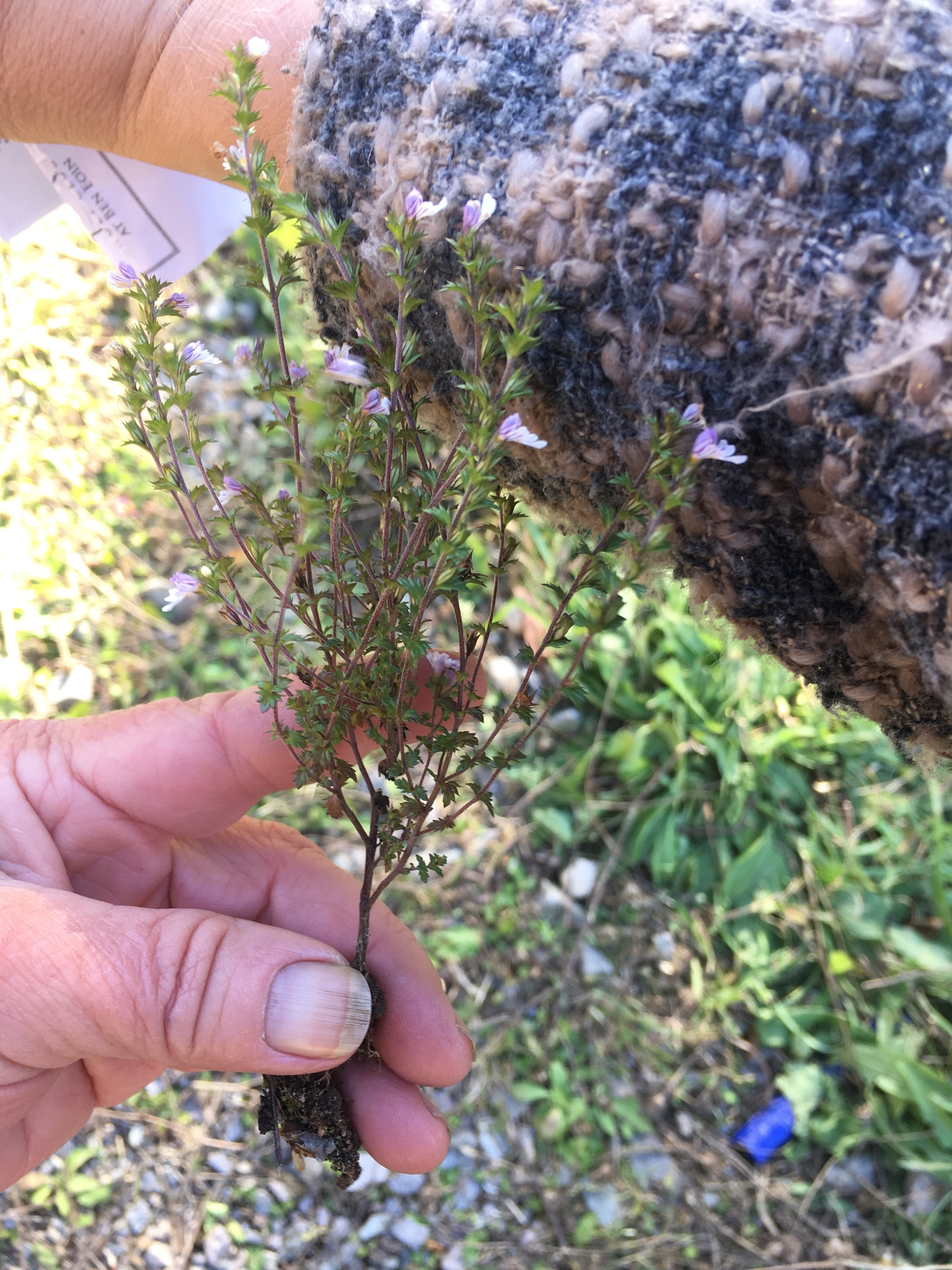
Plant
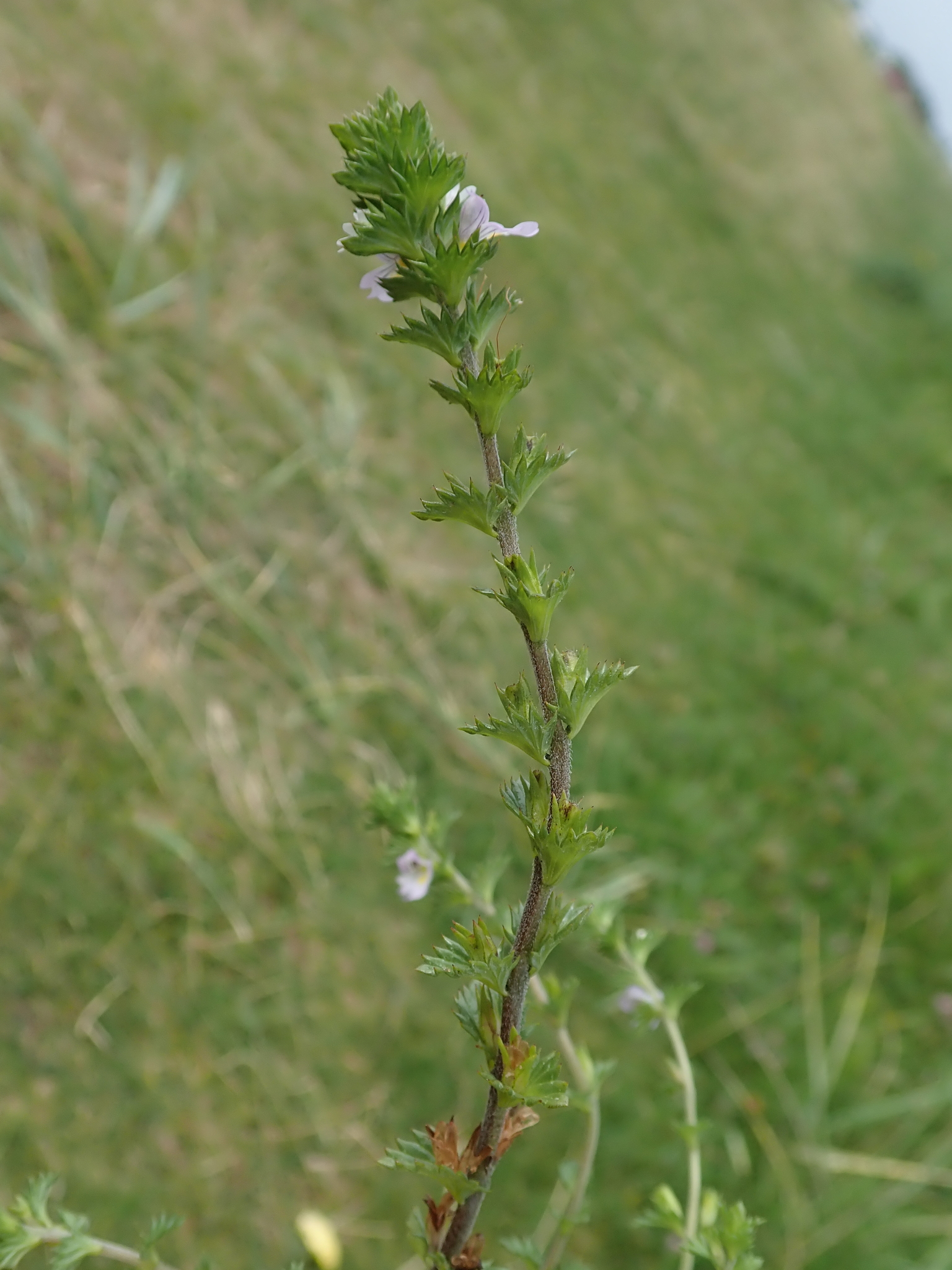
Stengel met bloem en vrucht
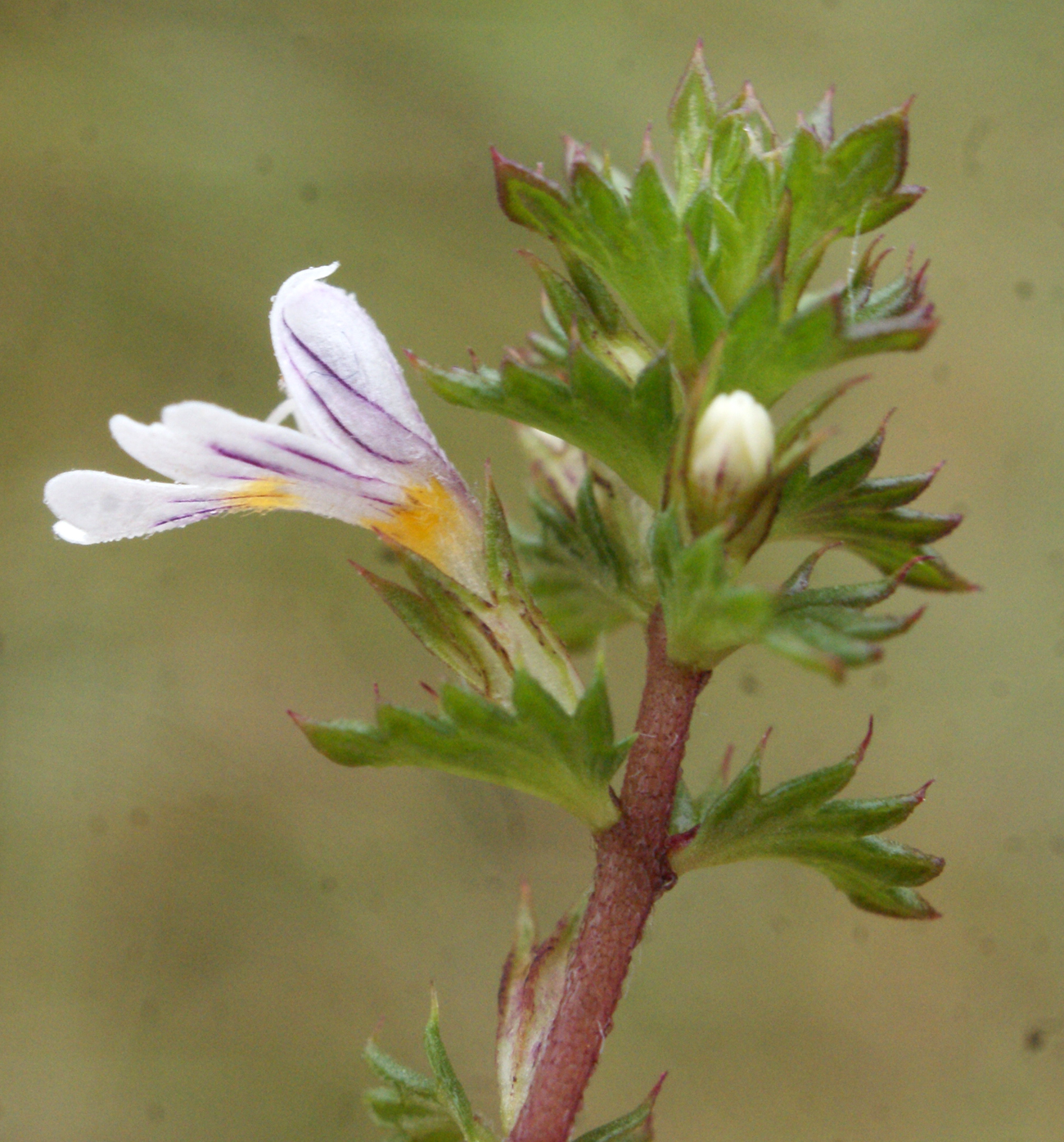
Bloem met kelk en schutblad
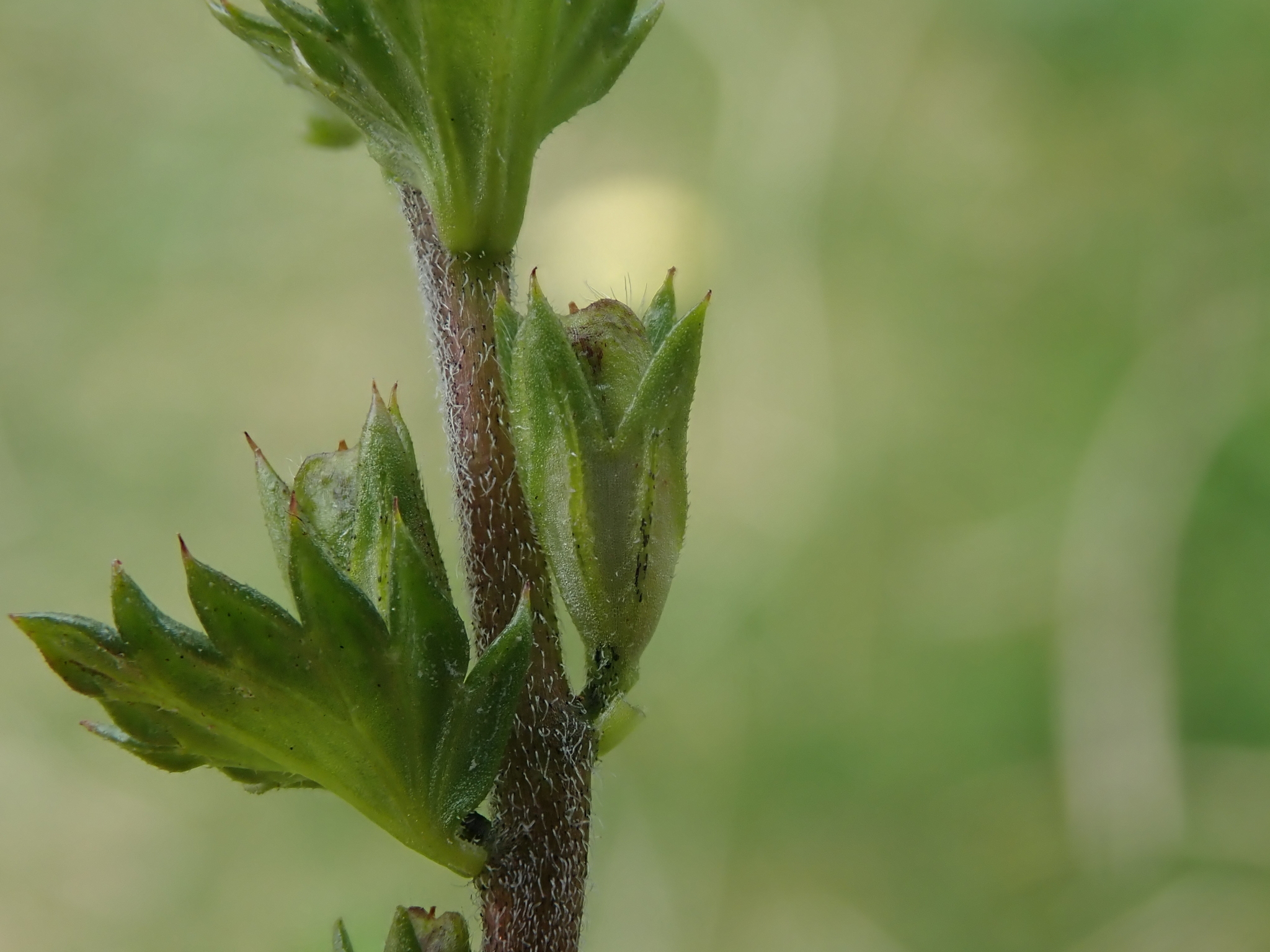
Vrucht

De bosogentroost groeit op vrij droge, voedselarme grond in grasland, heide, zeeduinen en bosranden.